# Break It Down Again
Break It Down Again is een nummer van het Britse popduo Tears for Fears uit 1993. Het is de eerste single van hun vierde studioalbum Elemental.
Het nummer werd een bescheiden hit in Europa en Noord-Amerika. In het Verenigd Koninkrijk haalde het nummer de 20e positie. In de Nederlandse Top 40 haalde het de 13e notering. In Vlaanderen heeft het nummer geen hitlijsten behaald.